# Psaenythia doeringi
Psaenythia doeringi är en biart som beskrevs av Holmberg 1921. Psaenythia doeringi ingår i släktet Psaenythia och familjen grävbin. Inga underarter finns listade i Catalogue of Life.